# Euphorbia lenensis
Euphorbia lenensis är en törelväxtart som beskrevs av Baikov. Euphorbia lenensis ingår i släktet törlar, och familjen törelväxter. Inga underarter finns listade i Catalogue of Life.